# PyTorch
PyTorch est une bibliothèque logicielle Python open source d'apprentissage automatique qui s'appuie sur Torch (en) développée par Meta.
PyTorch est gouverné par la PyTorch Foundation.
PyTorch permet d'effectuer les calculs tensoriels nécessaires notamment pour l'apprentissage profond (deep learning). Ces calculs sont optimisés et effectués soit par le processeur (CPU) soit, lorsque c'est possible, par un processeur graphique (GPU) supportant CUDA. PyTorch a été créé par les équipes de recherche de Facebook, précédées par les travaux de recherche de Ronan Collobert au cœur de l'équipe de Samy Bengio à l'IDIAP.
PyTorch se présente sous les traits d'un dérivé d'un logiciel antérieur, Torch, dont l'utilisation nécessitait la maîtrise du langage Lua. PyTorch est désormais indépendant de Lua et se programme en Python.
PyTorch permet, entre autres, de:
- manipuler des tenseurs (tableaux multidimensionnels), de les échanger facilement avec Numpy et d'effectuer des calculs efficaces sur CPU ou GPU (par exemple, des produits de matrices ou des convolutions);
- calculer des gradients pour appliquer facilement des algorithmes d'optimisation par descente de gradient. PyTorch utilise la bibliothèque autograd[5].

## Tenseurs PyTorch
PyTorch définit une classe appelée Tensor (torch.Tensor) pour stocker les données et opérer sur des tableaux rectangulaires multidimensionnels homogènes de nombres. Les tenseurs PyTorch sont similaires aux tableaux NumPy, mais peuvent également être utilisés sur un GPU Nvidia compatible CUDA. PyTorch prend en charge divers sous-types de Tensors.

## Historique
En mars 2018 Caffe2 (en) fusionne avec PyTorch . PyTorch rejoint la Fondation Linux en septembre 2022.

## Exemple
Le programme suivant montre la fonctionnalité de la bibliothèque avec un exemple simple :
```
import
 
torch

dtype
 
=
 
torch
.
float

device
 
=
 
torch
.
device
(
"cpu"
)
 
# Tous les calculs seront exécutés sur le processeur

# device = torch.device("cuda:0") # Tous les calculs seront exécutés sur la carte graphique

# Création d'un tenseur rempli avec des nombres aléatoires

a
 
=
 
torch
.
randn
(
2
,
 
3
,
 
device
=
device
,
 
dtype
=
dtype
)

print
(
a
)
 
# Affichage du tenseur a

# Output: tensor([[-1.1884,  0.8498, -1.7129],

#                  [-0.8816,  0.1944,  0.5847]])

# Création d'un tenseur rempli avec des nombres aléatoires

b
 
=
 
torch
.
randn
(
2
,
 
3
,
 
device
=
device
,
 
dtype
=
dtype
)

print
(
b
)
 
# Affichage du tenseur b

# Output: tensor([[ 0.7178, -0.8453, -1.3403],

#                  [ 1.3262,  1.1512, -1.7070]])

print
(
a
*
b
)
 
# Affichage du produit (terme à terme) des deux tenseurs

# Output: tensor([[-0.8530, -0.7183,  2.58],

#                  [-1.1692,  0.2238, -0.9981]])

print
(
a
.
sum
())
 
# Affichage de la somme de tous les éléments du tenseur a

# Output: tensor(-2.1540)

print
(
a
[
1
,
2
])
 
# Affichage de l'élément de la 2ème rangée et de la 3ème colonne de a

# Output: tensor(0.5847)

print
(
a
.
min
())
 
# Affichage de la valeur minimale du tenseur a

# Output: tensor(-1.7129)

```

## PyTorch Tensors
PyTorch utilise essentiellement des Tensors : torch.Tensor. Similaires aux tables de NumPy, cette structure de donnée permet de stocker un tableau multidimensionnel de forme homogène. Les Tenors peuvent également être transférés depuis le CPU (par défaut) sur un GPU (et vise-versa). Les   GPU de NVIDIA, sous plateforme CUDA sont pleinement compatibles. D’autres plateformes sont en cours de développement comme les GPU d'AMD sous la plateforme ROCm™, d’Apple avec MPS  .
Il est à noter que les Tensors ont de tenseurs que le nom (comme dans le machine learning finallement). Ils ont en effet un but premier de stockage sous forme de table multi-dimensionel même si certaines méthodes d’algèbre linéaire y sont implémentés.